# Пот, Марсель
Марсель Пот (нидерл. Marcel Poot; 7 мая 1901 года, Вилворде — 12 июня 1988 года, Брюссель) — бельгийский композитор и музыкальный педагог. Сын Яна Пота, директора Фламандского театра в Брюсселе.

## Биография
Окончил Брюссельскую консерваторию у Артура Де Грефа, Лодевейка Мортелманса и Поля Жильсона, изучал также орган. По окончании консерватории некоторое время занимался в Париже под руководством Поля Дюка. Вернувшись в Бельгию, в 1925 году Пот принял участие в создании группы композиторов «Синтетисты», стремившейся всколыхнуть консервативную бельгийскую музыкальную общественность; группа состояла, в основном, из консерваторских учеников Жильсона. В том же году Жильсон привлёк Пота и ещё одного синтетиста и своего ученика Мориса Шумакера к изданию учреждённого им журнала «Бельгийское музыкальное обозрение» (фр. La Revue Musicale belge); на протяжении последующих 15 лет Пот активно выступал в нём как музыкальный критик. С 1934 года Пот преподавал в Брюссельской консерватории, а в 1949—1966 годах был её директором. В 1963—1980 годах он возглавлял жюри Международного конкурса имени королевы Елизаветы.
Пот основал в 1960 году Союз бельгийских композиторов и стал его первым президентом.
Марсель Пот написал 7 симфоний (первая датирована 1929 годом, последняя — 1982-м), два фортепианных концерта, концерты для трубы, кларнета, альт-саксофона, двух фортепиано с оркестром, различные камерные сочинения.